# 拓跋連
拓跋 連（たくばつ れん、生年不詳 - 427年）は、北魏の皇族。広平王。

## 経歴
道武帝と段夫人のあいだの子として生まれた。407年（天賜4年）2月、広平王に封じられた。427年（始光4年）3月、死去した。
子はなく、太武帝のときに陽平王拓跋煕の次男の拓跋渾が南平王となって、拓跋連の後を嗣いだ。

## 伝記資料
- 『魏書』巻16 列伝第4
- 『北史』巻16 列伝第4